# Hoplestigma klaineanum
Hoplestigma klaineanum là loài thực vật có hoa trong họ Mồ hôi. Loài này được Pierre mô tả khoa học đầu tiên năm 1899.